# Drenov Bok
Drenov Bok – wieś w Chorwacji, w żupanii sisacko-moslawińskiej, w gminie Jasenovac. W 2011 roku liczyła 82 mieszkańców.